# Елвір Лакович
Елвір Лакович, також відомий як Лака, (Elvir Laković; нар. 15 березня 1969 р.) — боснійський рок-співак і автор пісень.

## Раннє життя
Народився в Горажде (Боснія і Герцеговина). Він відвідував там музичну школу, вивчаючи гітару, але йому не сподобались методи навчання та погляди на музику в школі, а згодом кинув школу. Вчився два роки в університеті за спеціальністю охорони праці в Ніші (Сербія), але не закінчив навчання. Під час боснійської війни він був мобілізований до армії Боснії та Герцеговини. Після війни шість років працював у різних міжнародних організаціях. Його батьки живуть у Горажде; батько юрист, а мати працює в телекомунікаційній компанії.

## Кар'єра
Протягом своєї початкової музичної кар'єри Лака грав у популярних кафе, будуючи незначну популярність.
Свою першу пісню «Malo sam se razočar'o» (Трохи розчарований) Лака записав у 1998 році. Пісня отримала великий успіх, і він розпочав свою кар'єру в шоу-бізнесі на національному рівні, а потім випустив більше пісень, серед яких були «Vještica» (Відьма), «Mor'o» (Мені довелося) і «Piškila», сильно збільшивши його популярність у Боснії.
У 2004 році Лака виїхав до Нью-Йорка, де намагався створити групу, але повернувся до Боснії. Однак тоді він випустив свій перший сольний альбом Zec (Rabbit) у 2007 році.
У 2003 році його пісня «Ja sam mor'o» отримала боснійську музичну премію Даворіна за найкращу рок-пісню року. Альбом Zec також вийшов в Хорватії на лейблі Menart.
Лака та його молодша сестра Мірела представляли Боснію та Герцеговину на Євробаченні 2008 року з піснею «Pokušaj». Лака був речником, який зачитував результати з Боснії та Герцеговини на конкурсі «Євробачення-2009» і знову на «Євробаченні-2012» .